# Crângurile
Crângurile là một xã thuộc hạt Dâmbovița, România. Dân số thời điểm năm 2002 là 3470 người.